# Adabe
Adabe, papuansko pleme s otoka Atauro u Istočnom Timoru. Oko 2,000 pripadnika (1,00; 1981 Wurm and Hattori) koji sjedilačkim životom žive od poljodjelstva, ribolova i sakupljanja. Jezično pripadaju transnovogvinejskoj porodici, a istoimeni jezik, nazivan i ataura ili raklu-un, ima jedan dijalekt (munaseli pandai).

## Vanjske poveznice
- Indigenous Communities from Indonesia  Arhivirana inačica izvorne stranice od 22. svibnja 2008. (Wayback Machine)
- Adabe